# زاژچانه
زاژچانه (به لهستانی:  Zarzeczany) یک روستا در لهستان است که در گمینا گرودک واقع شده‌است.